# Piscola Standards
Piscola Standards es el tercer álbum de estudio de la banda chilena de Jazz Latino Ángel Parra Trío, editado el año 1996 por el sello Alerce y que constituye un tributo a grandes compositores de temas "standard".
Hacia el año 1996 la banda ya se encontraba consolidada con los integrantes de la época (Ángel Parra en guitarras, Roberto "Titae" Lindl en el bajo y Moncho Pérez en la batería), luego de haber grabado el disco "Patana (álbum)" el año 1995.

## Lista de canciones
1. Doujie
2. I Hear Music
3. Strictly Confidential
4. Meeting
5. Raise Four
6. Wes Coast Blues
7. The Gipsy
8. Friday the 13th
9. In a Mood for a Classic
10. Quail Bait
11. I Hear Music (en vivo)

- Datos: Q6076847